# Elis Hildebrand
Elis Gustaf Adolf Hildebrand, född 17 maj 1869 i Köping i Kalmar län, död 15 februari 1965 i Oscars församling i Stockholm, var en svensk major i Väg- och vattenbyggnadskåren och civilingenjör verksam som tekniker och företagsledare inom järnvägsbyggnad.
Efter examen vid Kungliga Tekniska högskolan arbetade han vid olika järnvägsbyggen 1891–1896. Åren 1897–1899 var han biträdande ingenjör vid Gävle stads byggnadskontor. Från 1900 arbetade Hildebrand för ett flertal svenska privatjärnvägar som ingenjör och i chefsbefattningar. Han var ingenjör och byggnadschef vid Falun-Västerdalarnes Järnväg 1900–1906, ingenjör och chefsassistent vid Södra Dalarnes Järnväg och Siljans järnväg 1906–1908, verkställande direktör vid Blekinge kustbana 1908–1914 samt verkställande direktör vid Nora Bergslags Järnväg 1914–1934. Bland förtroendeuppdrag som Hildebrand innehade kan nämnas styrelseledamot i Svenska Järnvägsföreningen och dess arbetsgivareförening.
Hildebrand gjorde efter sin pensionering 1934 en 20-årig stor insats med att registrera Genealogiska föreningens arkiv. Det gjorde arkivet till ett av landets viktigaste personhistoriska hjälpmedel. Han är begravd på Norra begravningsplatsen utanför Stockholm.